# African-American Film Critics Association Awards 2015
13. ročník udílení  African-American Film Critics Association Awards se konal 10. února 2016 v Taglyan Complex v Hollywoodu v Los Angeles. 

## Vítězové

### Žebříček nejlepších deseti filmů
1. Straight Outta Compton
2. Creed
3. Šílený Max: Zběsilá cesta
4. Bestie bez vlasti
5. Marťan
6. Tři a půl minuty, deset výstřelů a Matroš
7. Chi-Raq
8. Carol
9. Sázka na nejistotu
10. Dánská dívka

### Další kategorie
- Nejlepší herec: Will Smith – Diagnóza: Šampión
- Nejlepší herečka: Teyonah Parris – Chi-Raq
- Nejlepší režisér: Ryan Coogler – Creed
- Nejlepší film: Straight Outta Compton
- Nejlepší scénář: Rick Famuyiwa – Matroš
- Nejlepší herec ve vedlejší roli: Jason Mitchell – Straight Outta Compton
- Nejlepší herečka ve vedlejší roli: Tessa Thomspon – Creed
- Nejlepší obsazení: Straight Outta Compton
- Objev roku: Michael B. Jordan – Creed
- Nejlepší nezávislý film: Chi-Raq
- Nejlepší animovaný film: Snoopy a Charlie Brown. Peanuts ve filmu
- Nejlepší dokument:  A Ballerina's Tale
- Nejlepší skladba: „See You Again“ – Rychle a zběsile 7
- Nejlepší televizní komedie: Black-ish
- Nejlepší televizní drama: Vražedná práva
- Nejlepší televizní kabelový seriál: Survivor's Remorse
- Speciální ocenění: Jeff Clanagan, John Singleton, Maverick Cartner, LeBron James
- Cinema Vanguard Award: HBO
- Ocenění Rogera Eberta: Manohla Dargis